# Tactiele gebarentaal
Tactiele gebarentaal is een communicatiemiddel voor doofblinden die gebarentaal beheersen. Het wordt ook wel vierhandengebarentaal genoemd.
In Nederland worden hierbij grotendeels de gebaren gebruikt uit de Nederlandse Gebarentaal (NGT). De gesprekspartners houden echter tijdens het gebaren losjes elkaars handen vast, zodat zij kunnen voelen wat de ander gebaart. Voor degene die tactiele gebarentaal beheerst zijn de meeste gebaren even duidelijk te voelen als ze door een ander kunnen worden gezien. Voor gebaren waarbij het mondbeeld belangrijk is wordt een aangepast gebaar gebruikt.
In Nederland bieden een aantal clubs bijvoorbeeld SWDA een cursus voor mensen die interesse hebben om met doofblinde mensen te communiceren: Tactiele Nederlandse Gebarentaal (TNGT). De deelnemer moet wel de NGT al beheersen.
De belangenorganisatie voor doofblinden in Nederland is de Helen Keller Stichting. Deze stichting werd vernoemd naar Helen Keller, een Amerikaans schrijfster en taalkundige die op de leeftijd van 19 maanden doofblind werd als gevolg van ziekte. Zij leerde van Anne Sullivan de tactiele gebarentaal. Sullivan had deze weer geoefend met Laura Bridgman een van de eerste doofblinde mensen die leerde communiceren op deze wijze.